# Phaeotrametes decipiens
Phaeotrametes decipiens är en svampart som först beskrevs av Miles Joseph Berkeley, och fick sitt nu gällande namn av J.E. Wright 1966. Phaeotrametes decipiens ingår i släktet Phaeotrametes och familjen Polyporaceae.   Inga underarter finns listade i Catalogue of Life.